# Mark Merklein
Mark Merklein (Freeport, 28 juni 1972) is een voormalig professioneel tennisspeler uit de Bahama's. Hij was vooral succesvol in het dubbelspel met vier ATP-Toernooizeges.
Merklein speelde voor zijn profcarrière college-tennis in de Verenigde Staten voor de Universiteit van Florida. 

## Palmares
| Legenda                       | Legenda               |
| ----------------------------- | --------------------- |
| Grand Slam                    |                       |
| Olympische Spelen             |                       |
| tot 2009                      | vanaf 2009            |
| Tennis Masters Cup            | ATP Finals            |
| ATP Masters Series            | ATP Tour Masters 1000 |
| ATP International Series Gold | ATP Tour 500          |
| ATP International Series      | ATP Tour 250          |

### Dubbelspel
| Nr.                          | Datum             | Toernooi            | Ondergrond | Partner         | Tegenstanders in finale           | Score               | Details |
| ---------------------------- | ----------------- | ------------------- | ---------- | --------------- | --------------------------------- | ------------------- | ------- |
| Gewonnen finales herendubbel |                   |                     |            |                 |                                   |                     |         |
| 1.                           | 27 april 1997     | ATP Orlando         | Gravel     | Vincent Spadea  | Alex O'Brien Jeff Salzenstein     | 6-4, 4-6, 6-4       | Details |
| 2.                           | 15 september 2002 | ATP Costa do Sauípe | Hartcourt  | Scott Humphries | Gustavo Kuerten André Sá          | 6–3, 7–6(1)         | Details |
| 3.                           | 9 maart 2003      | ATP Scottsdale      | Hardcourt  | James Blake     | Lleyton Hewitt Mark Philippoussis | 6–4, 6–7(2), 7–6(5) | Details |
| 4.                           | 2 mei 2004        | ATP München         | Gravel     | James Blake     | Julian Knowle Nenad Zimonjić      | 6-4, 6-2            | Details |
| Verloren finales herendubbel |                   |                     |            |                 |                                   |                     |         |
| 1.                           | 10 mei 1998       | ATP Delray Beach    | Gravel     | Vincent Spadea  | Grant Stafford Kevin Ullyett      | 5-7, 4-6            | Details |
| 2.                           | 14 september 2003 | ATP Costa do Sauípe | Hartcourt  | Scott Humphries | Todd Perry Thomas Shimada         | 2-6, 4-6            | Details |
| 3.                           | 5 oktober 2003    | ATP Tokio           | Hartcourt  | Scott Humphries | Justin Gimelstob Nicolas Kiefer   | 7-6(6), 6-3, 6-7(4) | Details |

## Prestatietabellen
| Legenda | Legenda                          |
| ------- | -------------------------------- |
| g.t.    | geen toernooi gehouden           |
| l.c.    | lagere categorie                 |
| –       | niet deelgenomen                 |
| G       | uitgeschakeld in de groepsfase   |
| 1R      | uitgeschakeld in de eerste ronde |
| 2R      | uitgeschakeld in de tweede ronde |
| 3R      | uitgeschakeld in de derde ronde  |
| 4R      | uitgeschakeld in de vierde ronde |
| KF      | uitgeschakeld in de kwartfinale  |
| HF      | uitgeschakeld in de halve finale |
| F       | de finale verloren               |
| W       | het toernooi gewonnen            |
| w-v     | winst/verlies-balans             |

### Prestatietabel grand slam, dubbelspel
| Toernooi        | 1993 | 1994 | 1995 | 1996 | 1997 | 1998 | 1999 | 2000 | 2001 | 2002 | 2003 | 2004 | 2005 |
| --------------- | ---- | ---- | ---- | ---- | ---- | ---- | ---- | ---- | ---- | ---- | ---- | ---- | ---- |
| Australian Open | –    | –    | –    | –    | –    | –    | 2R   | 1R   | –    | –    | 3R   | 1R   | –    |
| Roland Garros   | –    | –    | –    | –    | –    | 2R   | 2R   | –    | –    | 1R   | 1R   | 1R   | 1R   |
| Wimbledon       | –    | –    | –    | –    | –    | 1R   | 2R   | –    | 1R   | 1R   | 1R   | 1R   | –    |
| US Open         | 2R   | 1R   | 1R   | 1R   | 1R   | 2R   | –    | –    | 1R   | 1R   | 1R   | 1R   | –    |